# Taylor Perry
Taylor Perry (sinh ngày 15 tháng 7 năm 2001) là một cầu thủ bóng đá người Anh hiện đang chơi cho câu lạc bộ Cheltenham Town, theo dạng cho mượn từ Wolverhampton Wanderers.